# Dominic Frontiere
Dominic Frontiere (New Haven, 17 juni 1931 - Tesuque, 21 december 2017) was een Amerikaans componist, arrangeur en muzikant.

## Biografie

### De vroege jaren
Dominic Frontiere werd geboren New Haven (Connecticut) in een heel muzikale familie. Op zevenjarige leeftijd speelde hij al verschillende instrumenten alvorens zich toe te leggen op de accordeon. Op twaalfjarige leeftijd speelde hij solo in Carnegie Hall.

### Hollywood
Na een opdracht met een bigband in de jaren 1950, verhuisde Frontiere naar Los Angeles en schreef hij zich in bij de UCLA. Hij werd uiteindelijk muziekdirecteur bij 20th Century Fox. Hij schreef de muziek voor verschillende films onder begeleiding van Alfred en Lionel Newman, terwijl hij ondertussen ook jazzmuziek opnam. Een samenwerking met regisseur en producent Leslie Stevens leidde naar verschillende projecten. Voornamelijk zijn innovatieve mix van muziek en geluidseffecten voor The Outer Limits was een succes. Hij schreef verschillende iconische thema's in de jaren 1960 zoals The Rat Patrol, Branded en De Vliegende Non. Voor producent Quinn Martin schreef hij muziek voor The Invaders, The Fugitive en Twelve O'Clock High.
Naast het schrijven van muziek voor televisieseries componeerde hij voor de Clint Eastwood-film Hang 'Em High. Het titelthema werd een toptienhit voor de groep Booker T. & the M.G.'s. Hij schreef ook de filmmuziek voor een documentaire uit 1971 over motoren On Any Sunday met een rol voor Steve McQueen en onder regie van Bruce Brown.
Frontiere werd het hoofd van de muziekafdeling bij Paramount Pictures in de vroege jaren 1970, waar hij werkte aan muziek voor televisieseries en -films. Ondertussen orkestreerde hij populaire muziekalbums voor onder andere Chicago. Hij won een Golden Globe voor de filmmuziek van The Stunt Man uit 1980. Hij maakte ook een jingle voor de televisie-afdeling van Paramount Pictures.

### Criminele geschiedenis
In 1986 werd Frontiere opgesloten voor 9 maanden in de federale gevangenis voor doorverkoop van tickets voor de Super Bowl 1980. De tickets had hij gekregen van zijn toenmalige vrouw Georgia Frontiere, die eigenaar was van de Los Angeles Rams. Hij zou ongeveer 16.000 tickets verzilverd hebben met een opbrengst van een half miljoen dollar die hij ook niet had aangegeven aan de inkomstenbelasting. Frontiere pleitte schuldig op het proces en werd veroordeeld tot een jaar en één dag gevangenisstraf, een proefperiode van drie jaar en een boete van 15.000 US$ voor het niet aangeven van de inkomsten en voor het liegen tegen de belastingsdienst. Georgia Frontiere vroeg de scheiding aan toen Dominic ontslagen werd uit de gevangenis.

## Films en televisieseries
Televisieseries
- 1961: The New Breed
- 1962: Stoney Burke
- 1963: The Outer Limits
- 1964: Twelve O'Clock High
- 1965: Branded
- 1965: The F.B.I.
- 1966: The Rat Patrol
- 1967: The Invaders
- 1967: The Fugitive
- 1967: The Flying Nun
- 1970: The Immortal
- 1970: The Silent Force
- 1972: Movin' On
- 1972: Search
- 1977: Washington: Behind Closed Doors
- 1978: Perfect Gentlemen
- 1978: Vega$
- 1982: Don't Go to Sleep
- 1982: Matt Houston

Film
- 1960: One Foot in Hell
- 1965: Billie
- 1966: Incubus
- 1968: Hang 'Em High
- 1969: Popi
- 1969: Number One
- 1970: Chisum
- 1971: On Any Sunday
- 1972: Hammersmith Is Out
- 1973: The Train Robbers
- 1974: Freebie and the Bean
- 1975  Cleopatra Jones and the Casino of Gold
- 1975: Brannigan
- 1976: The Gumball Rally
- 1980: Defiance
- 1980: The Stunt Man
- 1981: Modern Problems
- 1985: The Aviator
- 1994: Color of Night

- Biblioteca Nacional de España: XX842587
- Bibliothèque nationale de France: cb13979820k (data)
- Gemeinsame Normdatei: 1054937648
- International Standard Name Identifier: 0000 0001 0899 3965
- Library of Congress Control Number: n86868965
- MusicBrainz: ce4816ed-8651-476f-83f0-58499826eb56
- Nationale Bibliotheek van Tsjechië: xx0168399
- Nationale Bibliotheek van Polen: a0000001716175
- Nederlandse Thesaurus van Auteursnamen: 073598720
- Istituto Centrale per il Catalogo Unico: UBOV680349
- SNAC: w60v9brv
- Système universitaire de documentation: 117614416
- Virtual International Authority File: 49416796
- WorldCat: E39PBJpPxFbyjhCYmXqHP4VwG3